# Clavatula imperialis
Clavatula imperialis é uma espécie de gastrópode do gênero Clavatula, pertencente a família Clavatulidae.